# 팽현숙
팽현숙(彭賢淑, 1965년 2월 19일~)은 대한민국의 희극인이다.
1985년 6월 제3회 KBS 개그콘테스트로 데뷔 같은 해 3월 KBS  공채 11기 탤런트 1차 시험에 합격.
1988년 개그맨 최양락과 결혼한 이후 한동안 방송에 출연하지 않았으나 1992년 SBS 드라마 《금잔화》로 탤런트 데뷔를 하기도 했다.
2005년 《폭소클럽》에 잠깐 출연하고, 2010년 SBS 《스타부부쇼 자기야》에 남편과 함께 고정 출연하기 시작했으며, 같은 해 MBC 드라마넷에서 방영한 프로그램이었던 《부엉이》를 통해서도 남편과 함께 출연했다. 2011년 SBS 연예대상에서 최양락과 베스트 커플상, 토크쇼 부문 베스트 엔터테이너상을 수상했다.
남양주시 덕소에서 순댓국집을 운영하고 있으며, 자녀로 1남 1녀를 두었다. 또 후지타 사유리와 친한 것으로 알려져있다.

## 학력
- 서울 상일(구천)초등학교 졸업
- 한양여자대학교 도예과 졸업
- 가톨릭관동대학교 공연예술학부 방송연예 졸업

### 비학위 수료
- 한양대학교 대학원 최고경영자과정 졸업
- 상명대학교 경영대학원 졸업

## 가족 관계
- 배우자: 최양락(1962년 5월 20일~)
  - 딸: 최윤하(개명 전 이름: 최하나, 1989년~)
  - 사위: 신재호
  - 양녀:유진(1989~)
  - 아들: 최혁(1994년~)

## 출연작

### 영화
- 《어른들은 몰라요》 - 1988년

### 예능
- KBS2 《유머 1번지》 - 남 그리고 여, 청춘을 돌려다오
- KBS2 《쇼 비디오 자키》
- KBS2 《코미디 하이웨이》
- SBS 《코미디 일요일은 있다》- 신춘 개그 최강전
- SBS 《웃으며 삽시다》 - 슈퍼차 부부
- KBS2 《코미디 세상만사》 - 순대국 형제
- 《부엉이 시즌1》
- 《코미디쇼 7080》
- 《부부수업 파뿌리》
- KBS2 《봉숭아학당》
- KBS2 《살림하는 남자들》
- JTBC 《1호가 될 순 없어》
- MBC 《볼빨간 신선놀음》 - 게스트 (12회, 13회)
- TV조선 《속설검증 고민잇쇼》 - MC
- TV조선 《부캐전성시대》 - 소피아 팽

### 드라마
- 《금잔화》- 1992년(김진경 역)

### VOD
- 2021년: ㈜휴넷 - 《직장인 고민타파: 무엇이든 물어부부 - [슬기로운 직장생활] 4대 폭력 예방교육》

### CF
- 1988년 롯데제과 우리두리 비스켓
- 2014년 영동군청 영동곶감
- 2019년 숙취음료 케이쿨 - 최양락와 함께 출연

## 서적
- 《팽현숙의 내조제태크》(ISBN 9788963700335)

## 수상
- 2011년 SBS 연예대상 베스트 커플상
- 2011년 SBS 연예대상 토크쇼 베스트 엔터테이너상
- 2018년 KBS 연예대상 베스트 엔터테이너상
- 2020년 KBS 연예대상 베스트 커플상(with 최양락)